# Vetralla
Vetralla é uma comuna italiana da região do Lácio, província de Viterbo, com cerca de 13.507 (Cens. 2011) habitantes. Estende-se por uma área de 113,01 km², tendo uma densidade populacional de 105,45 hab/km². Faz fronteira com Barbarano Romano, Blera, Capranica, Caprarola, Monte Romano, Ronciglione, Villa San Giovanni in Tuscia, Viterbo.

## Demografia
| Variação demográfica do município entre 1861 e 2011                               |
|                                                                                   |
| Fonte: Istituto Nazionale di Statistica (ISTAT) - Elaboração gráfica da Wikipedia |